# Cold Summer (Fuel)
Cold Summer è un singolo del gruppo musicale statunitense Fuel, pubblicato il 10 giugno 2014 come secondo estratto dal quinto album in studio Puppet Strings.

## Video musicale
Il videoclip mostra una piscina all'interno di una villa nel quale ci sono alcune ragazze.